# بيريا
بيريا ( ) هو نوع إقليمي من البارباكوا من غرب المكسيك، مصنوع بشكل أساسي من لحم الماعز أو لحم البقر أو لحم الضأن.. تتبيلة اللحوم في أدوبو مصنوعة من الخل والفلفل الحار المجفف والثوم والأعشاب والتوابل (بما في ذلك الكمون وأوراق الغار والزعتر) قبل طهيها في مرق ( الإسبانية: consomé) ). في الأصل، كان البيريا هو الاسم الإقليمي الذي أُطلق في ولاية خاليسكو والمناطق المحيطة بها على اللحوم المطبوخة أو المشوية في حفرة أو فرن أرضي، وهو ما يُعرف باسم بارباكوا في مناطق أخرى من المكسيك، ولكن بالنسبة للعديد من الناس اليوم، وخاصة في الولايات المتحدة، أصبحت البيريا الآن طبقًا مميزًا.
يقدم عادة في المناسبات الاحتفالية مثل حفلات الزفاف والمعمودية وخلال الأعياد مثل عيد الميلاد وعيد الفصح، وحتى في الجنازات. تختلف تقنيات التحضير، ولكن عادة ما يقدم الطبق مع تورتيلا الذرة والبصل والكزبرة والليمون. يقدم البيريا أيضًا مع التاكو.
المطاعم أو عربات الشوارع التي تقدم البيريا تعرف باسم birrierías وتوجد في جميع أنحاء المكسيك، وخاصة في ميتشواكان وخاليسكو. ومع ذلك، فإن الولايات المكسيكية المجاورة لديها اختلافاتها الخاصة في هذا الطبق، بما في ذلك أغواسكالينتس، وزاكاتيكاس، وكوليما.

## التاريخ
كان مصطلح "بيريا" في الأصل الاسم الإقليمي الذي أُطلق في ولاية خاليسكو والمناطق المحيطة بها على اللحوم المطبوخة في حفرة أو فرن أرضي، وهو ما يُعرف في أجزاء أخرى من المكسيك باسم "بارباكوا". صرحت الطاهية والأستاذة المكسيكية خوسيفينا فيلاسكيز دي ليون أن البارباكوا له العديد من الاختلافات أو الأنماط اعتمادًا على منطقة المكسيك، وأن البريا كان أحد هذه الأنماط.
كان الأستاذ الكوبي فيليكس راموس إي دوارتي قد عرّف المصطلح في عام 1898 على أنه إقليمية من مدينة مكسيكو للإشارة إلى الماعز المشوي أو الماعز المشوي. كتب عالم اللغويات والفقيه المكسيكي داريو روبيو في عام 1925 أن "birria" كان مصطلحًا ينتمي إلى الطبقة الاجتماعية الدنيا لـ "barbacoa". ذكر المؤرخ المكسيكي ليوفيجيلدو إيسلاس إسكارسيجا في عام 1945 أن "البيريا" كان مصطلحًا خاصًا بولاية خاليسكو وبعض المناطق الداخلية للبارباكوا. عرّف عالم اللغويات واللغوي المكسيكي فرانشيسكو جيه سانتاماريا المصطلح في عام 1959 بأنه اسم آخر لبارباكوا، المصنوع عادةً من لحم الضأن أو الماعز، واستشهد بعمل الباحث المكسيكي خوسيه إجناسيو دافيلا جاريبي الذي زعم أن المصطلح من أصل كوكا وليس من المصطلح الإسباني بيريا والذي يعني عديم القيمة. وقد عرّفها الكاتب والمقال المكسيكي خورخي ميخيا برييتو في عام 1985 بأنها "بارباكوا حساء مصنوع من لحم الضأن أو الماعز من جوادالاخارا، خاليسكو".

### التاريخ الشعبي
هناك العديد من القصص الشعبية والأساطير حول أصل المصطلح. تزعم إحدى هذه القصص أنه في عام 1519، وصل إرنان كورتيس والغزاة لأول مرة إلى المكسيك، حاملين معهم مجموعة متنوعة من الحيوانات الأليفة القديمة، بما في ذلك الماعز. أثناء غزو إمبراطورية الأزتك، واجه الغزاة مشكلة الاكتظاظ السكاني في الماعز، لذا قرروا إعطاء الحيوانات للسكان الأصليين. في حين كان من المفترض أن لحم الماعز كان ينظر إليه الغزاة باستخفاف، لأنه كان قاسيًا وله رائحة قوية، فقد تقبل السكان الأصليون الحيوانات، حيث أن تتبيل اللحوم على الطريقة الأصلية جعلها لذيذة وشهية. كانت الأطباق التي كانوا ينتجونها تسمى "بيريا"، وهو مصطلح مهين يعني "عديم القيمة"، من قبل الإسبان، في إشارة إلى أنهم قدموا للسكان الأصليين لحومًا ذات خصائص ضارة على ما يبدو.
وفقًا لأسطورة أخرى، اخترع هذا الطبق عن طريق الصدفة أثناء ثوران بركان، عندما أُجبر راعي على التخلي عن ماعزه في كهف حيث تطهى بشكل مثالي بواسطة البخار.

## الاختلافات
تقدم البيريا تقليدياً على الخبز أو التورتيلا أو حتى مباشرة في اليد. وقد ظهرت العديد من أنواع الطبق منذ ذلك الحين.
في عام 1950، قام بائع تاكو يُدعى غوادالوبي زاراتي بتأسيس كشك تاكو في تيخوانا، بعد انتقاله إلى هناك من كواتزينجو، بويبلا. كان كشك زاراتي يبيع في البداية أسادو وتاكو باستور. سرعان ما قرر زاراتي صنع بيريا لحم البقر لأن لحم الماعز كان أكثر تكلفة وأقل دهونًا. في أحد الأيام، طلب أحدهم من زاراتي أن يضيف المزيد من السائل إلى اللحوم. الطبق الناتج معروف الآن باسم بيريا لحم البقر على طريقة تيخوانا، مما جعل زاراتي اسمًا مألوفًا بين خبراء البريريا لكونه أول شخص في تيخوانا يصنع البيريا باستخدام الكونسوميه.
خلال العقد الأول من القرن الحادي والعشرين، أصبحت الكيسابيريا (تاكو محشو بالبيريا والجبن، ويقدم غالبًا مع الكونسوميه) شائعة في أمريكا الشمالية بعد تطويرها لأول مرة في تيخوانا. هناك نوع آخر من الأطعمة يستخدم الرامن الفوري والذي نشأ في مدينة مكسيكو واكتسب شعبية لاحقًا في منطقة لوس أنجلوس.
تشمل الإصدارات الأخرى من الطبق بيريا تاتيمادا (بيريا محروقة). بعد تتبيل اللحوم وطهيها على نار هادئة، توضع في فرن ساخن حتى تصبح مقرمشة.

## معرض الصور

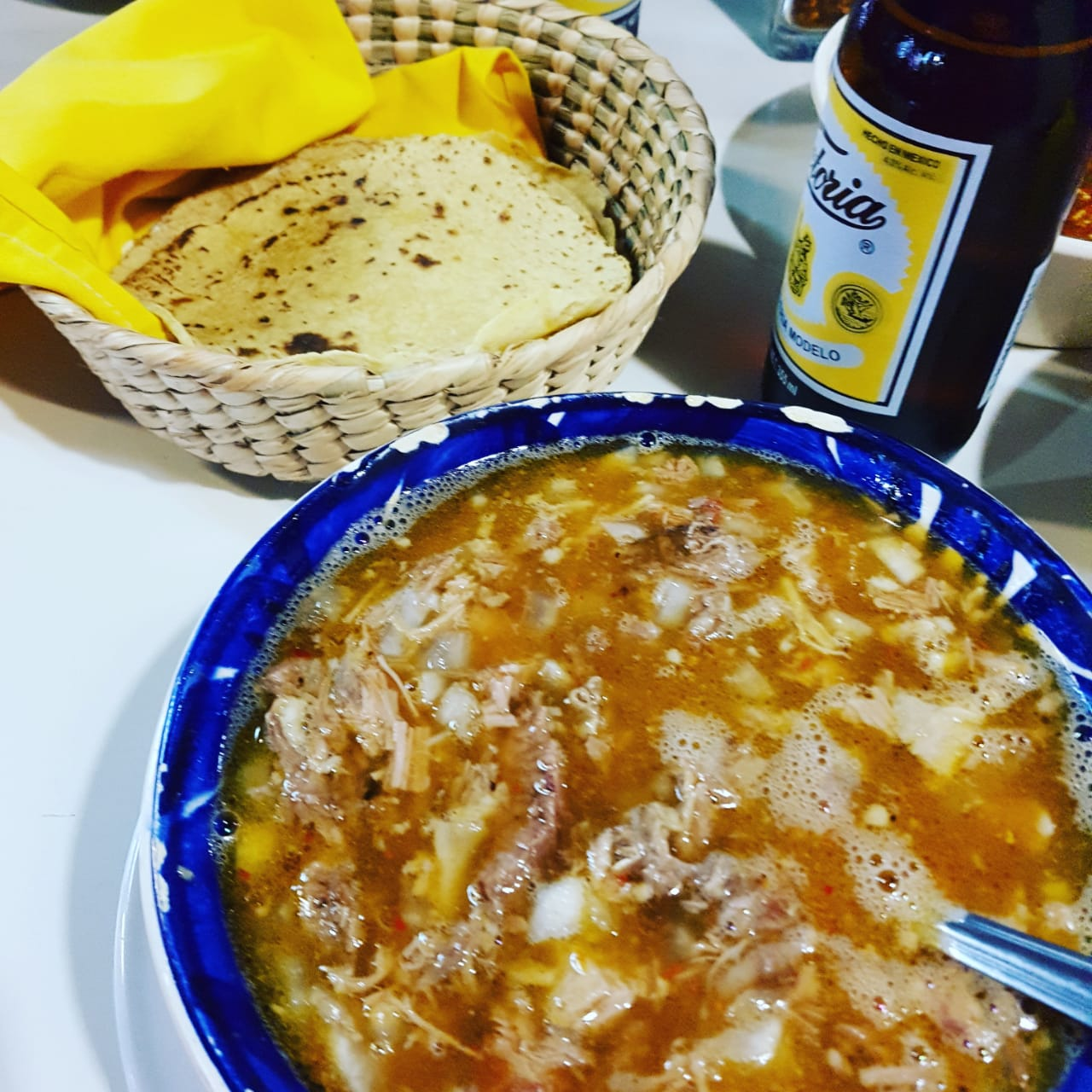
بيريا مع التورتيلا الدافئة والبيرة
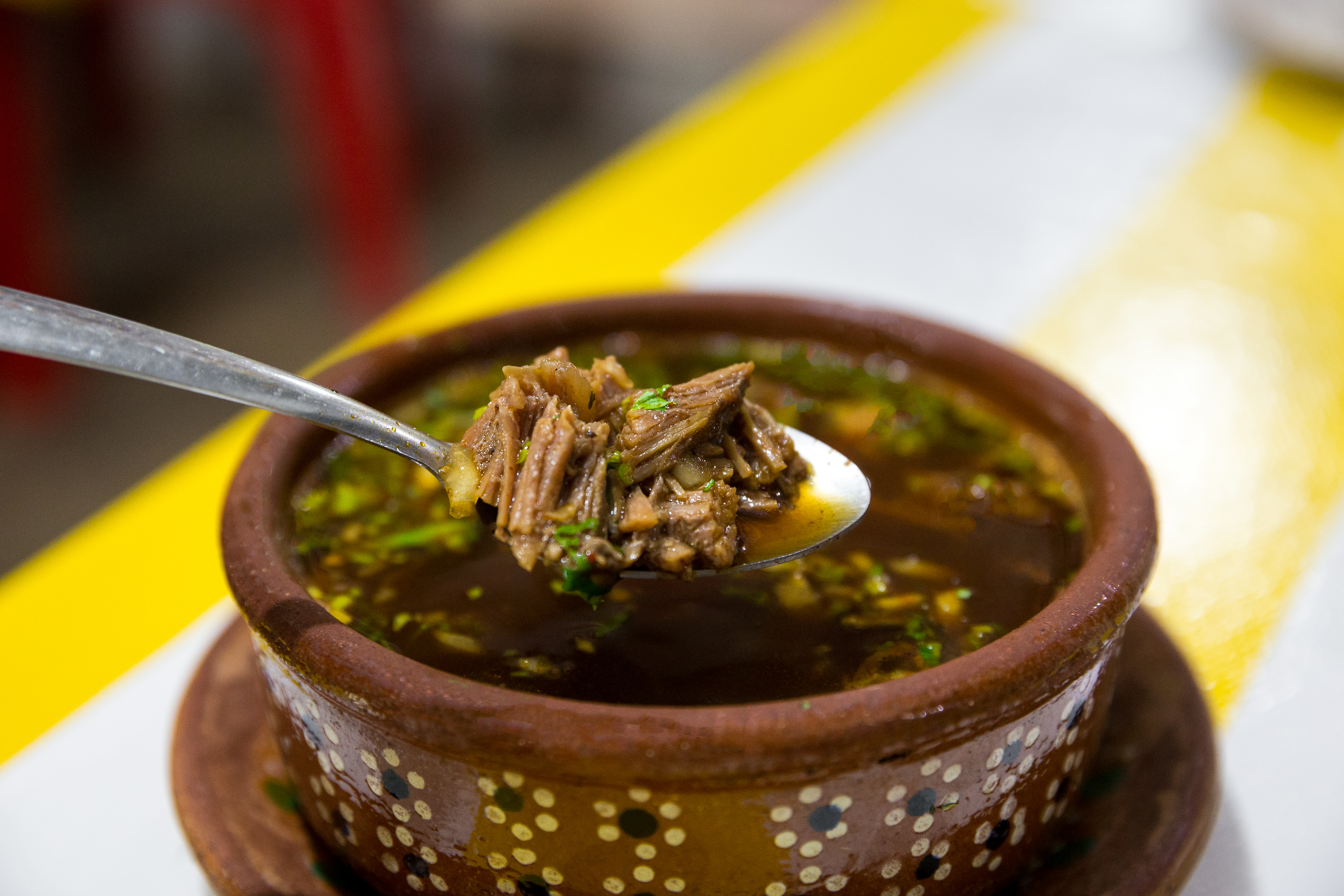
بيريا مع كونسوميه
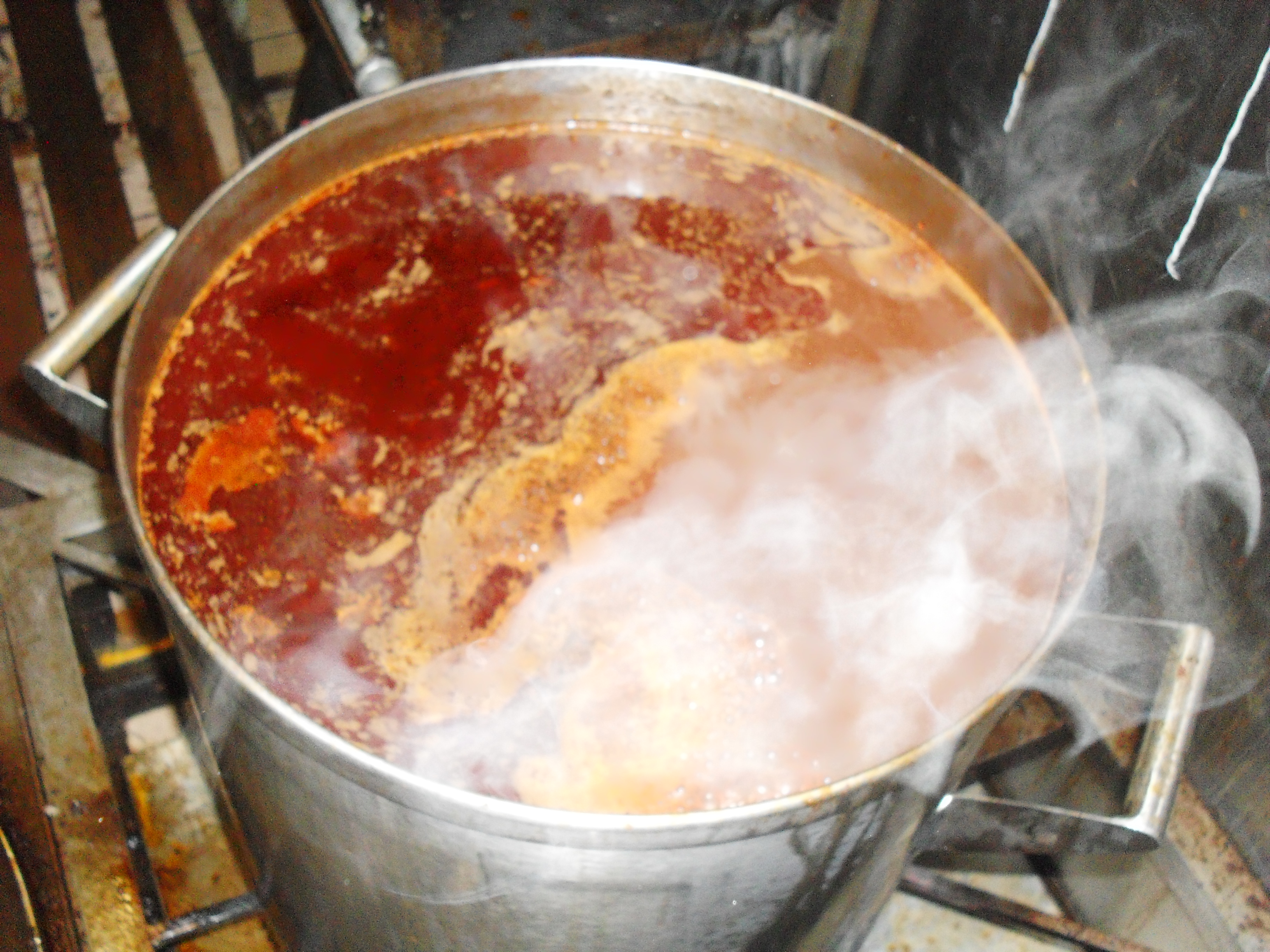
وعاء بيريا
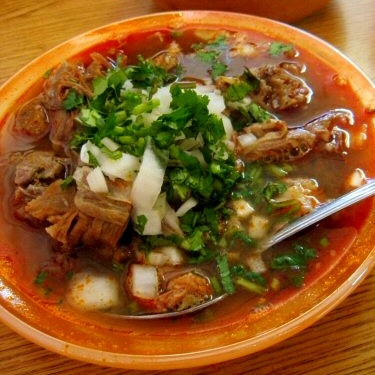
بيريا